# ناوکراتیس
ناوکراتیس (به عربی: ناوکراتیس) یک محوطه باستانی و شهر باستانی در مصر است که در استان بحیره واقع شده‌است.

## نگارخانه

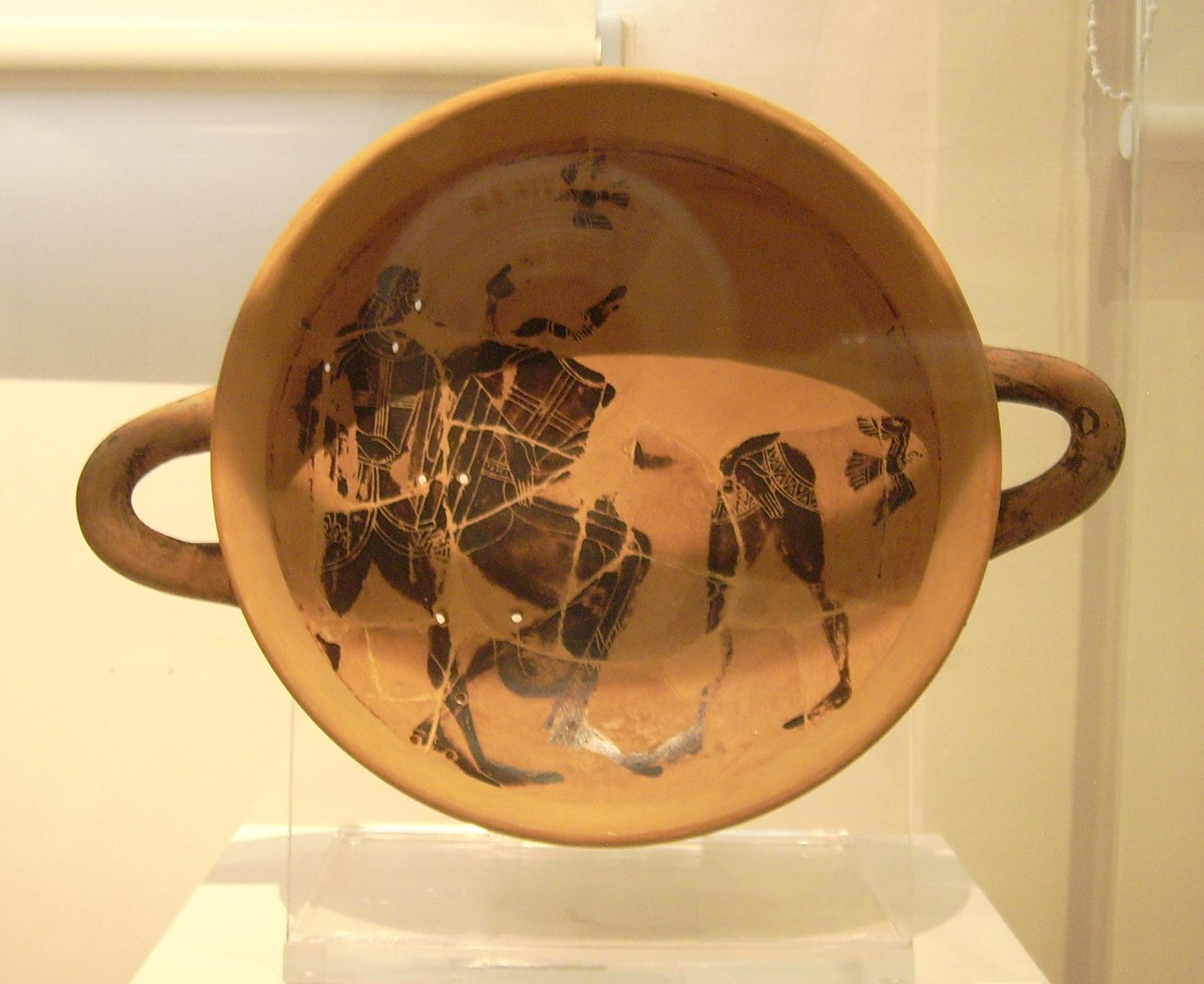
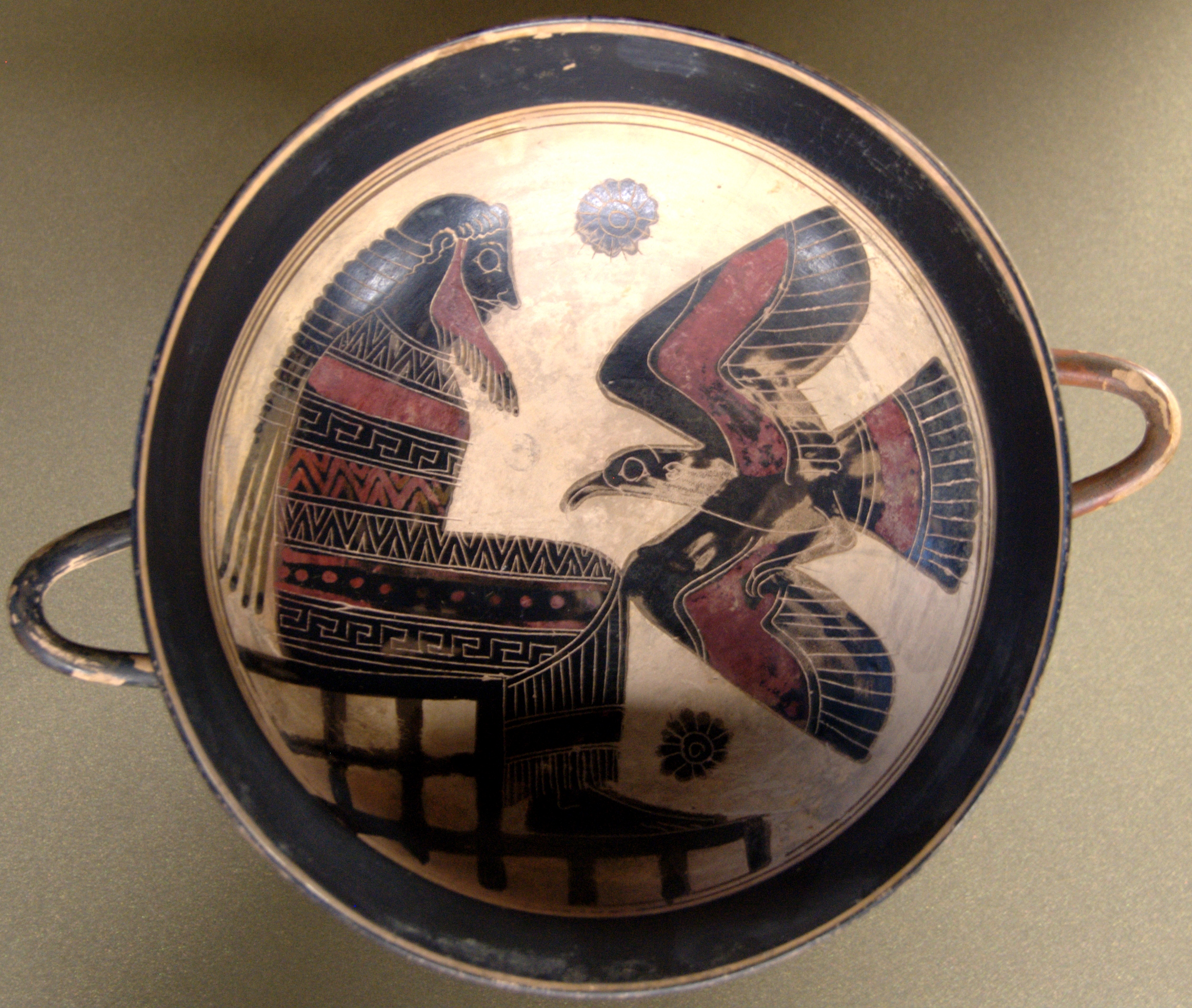
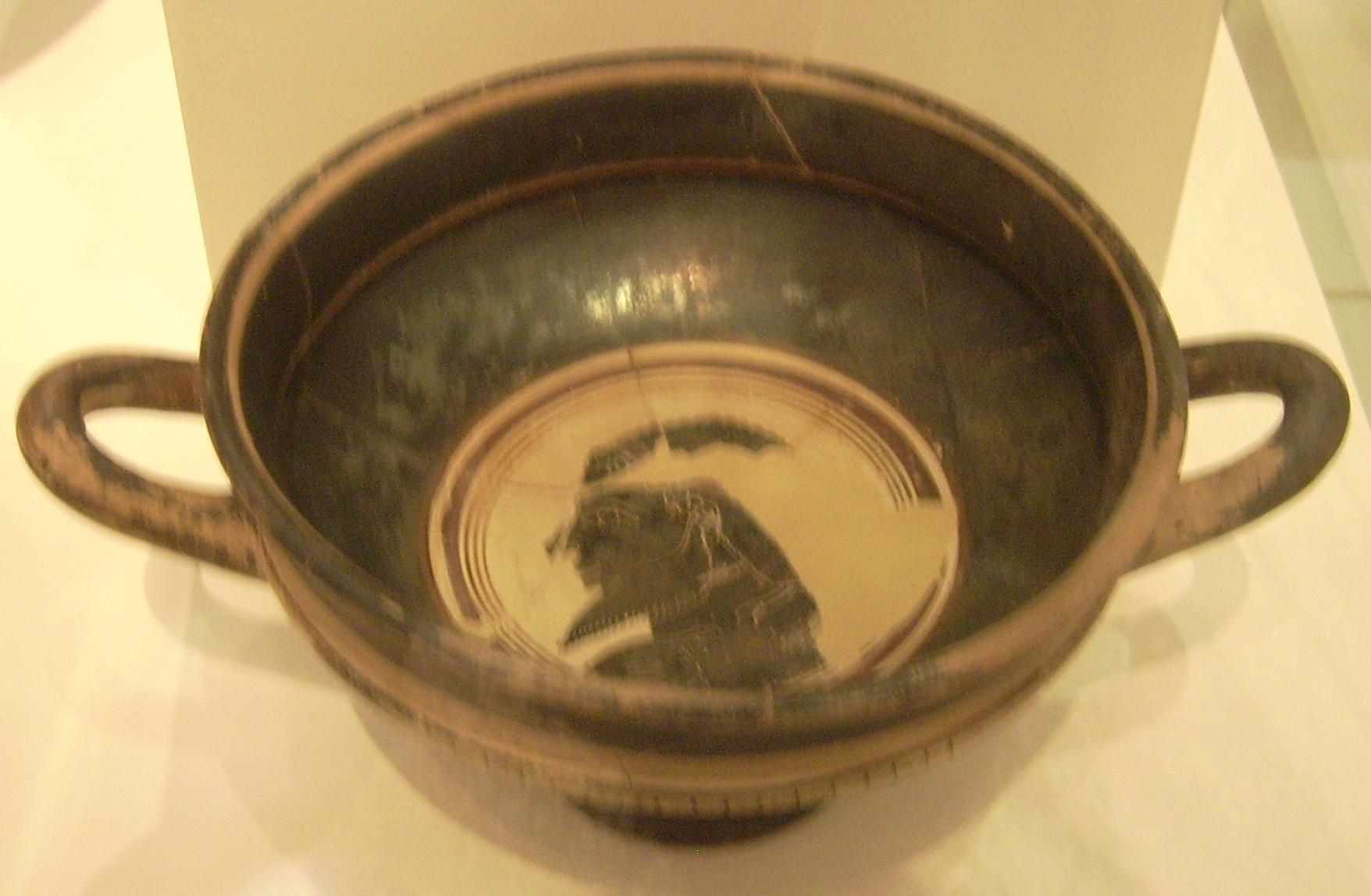
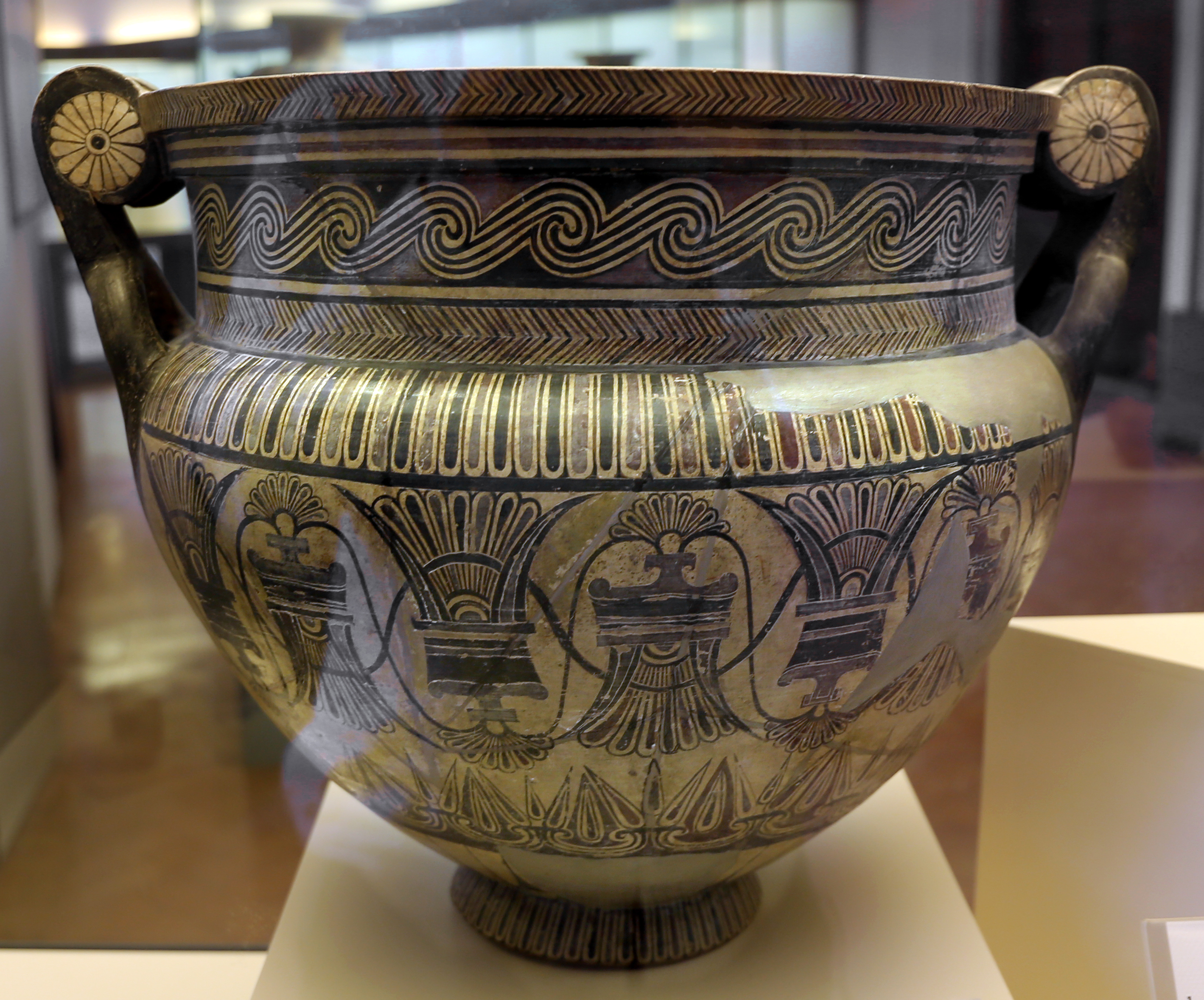
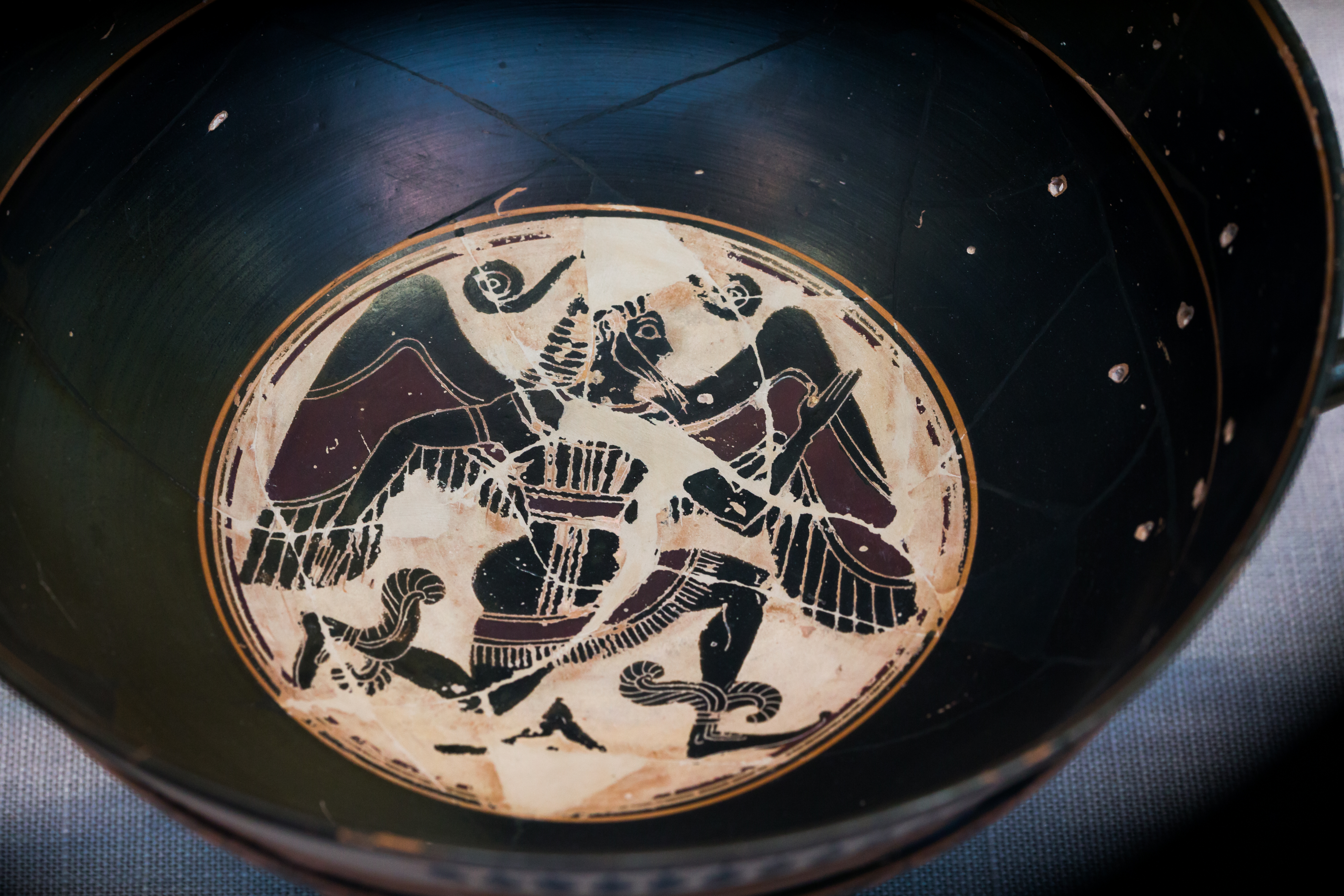
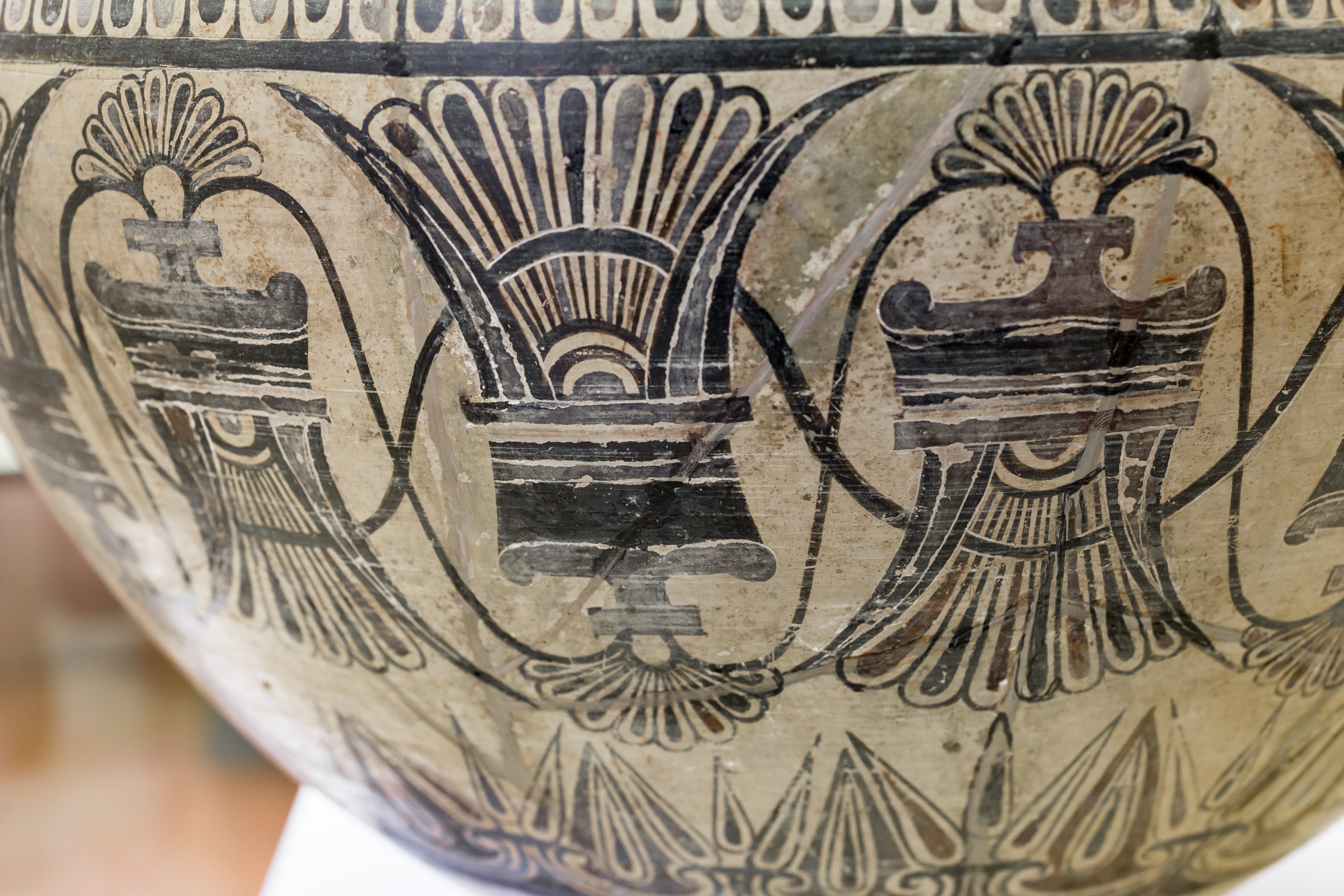
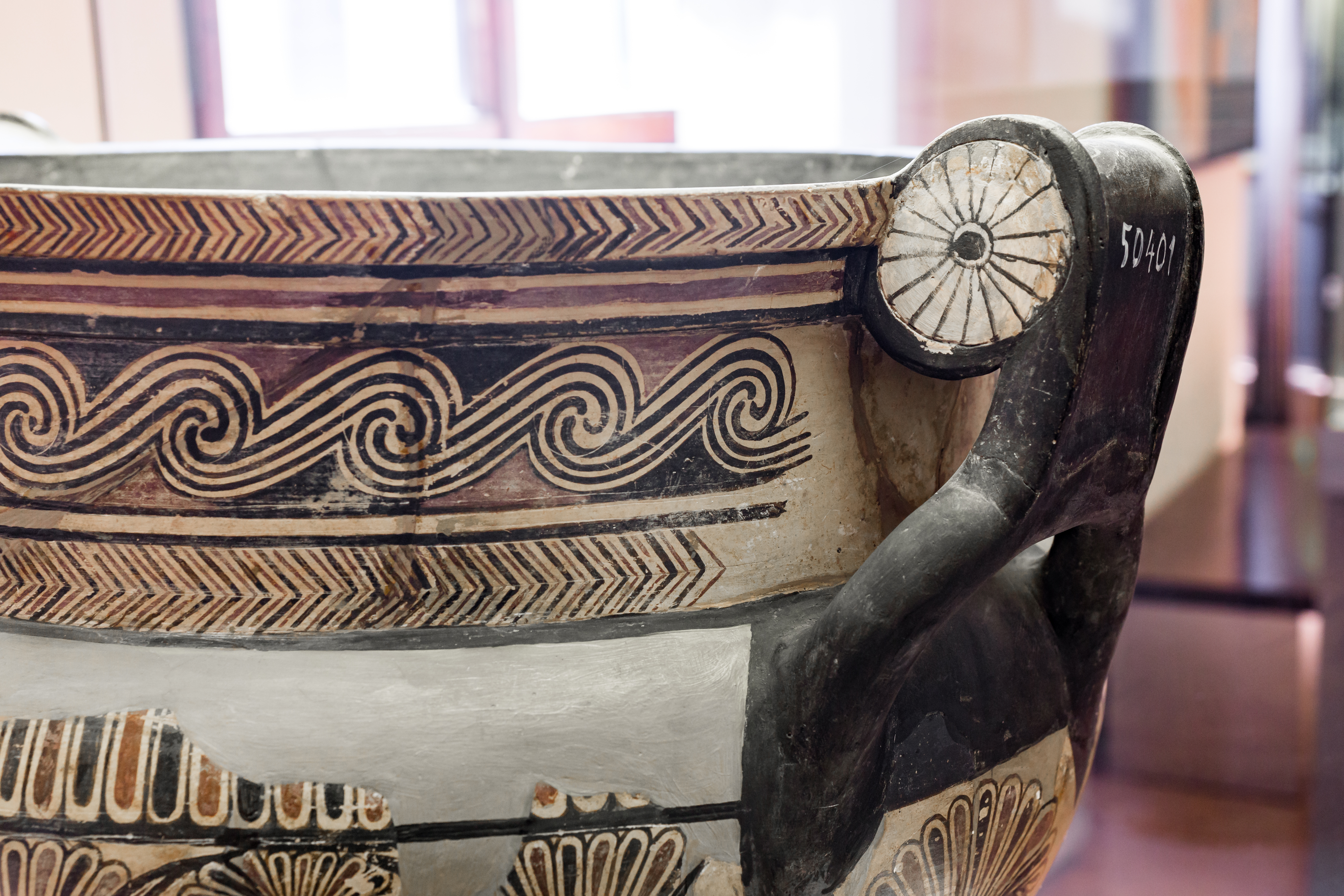
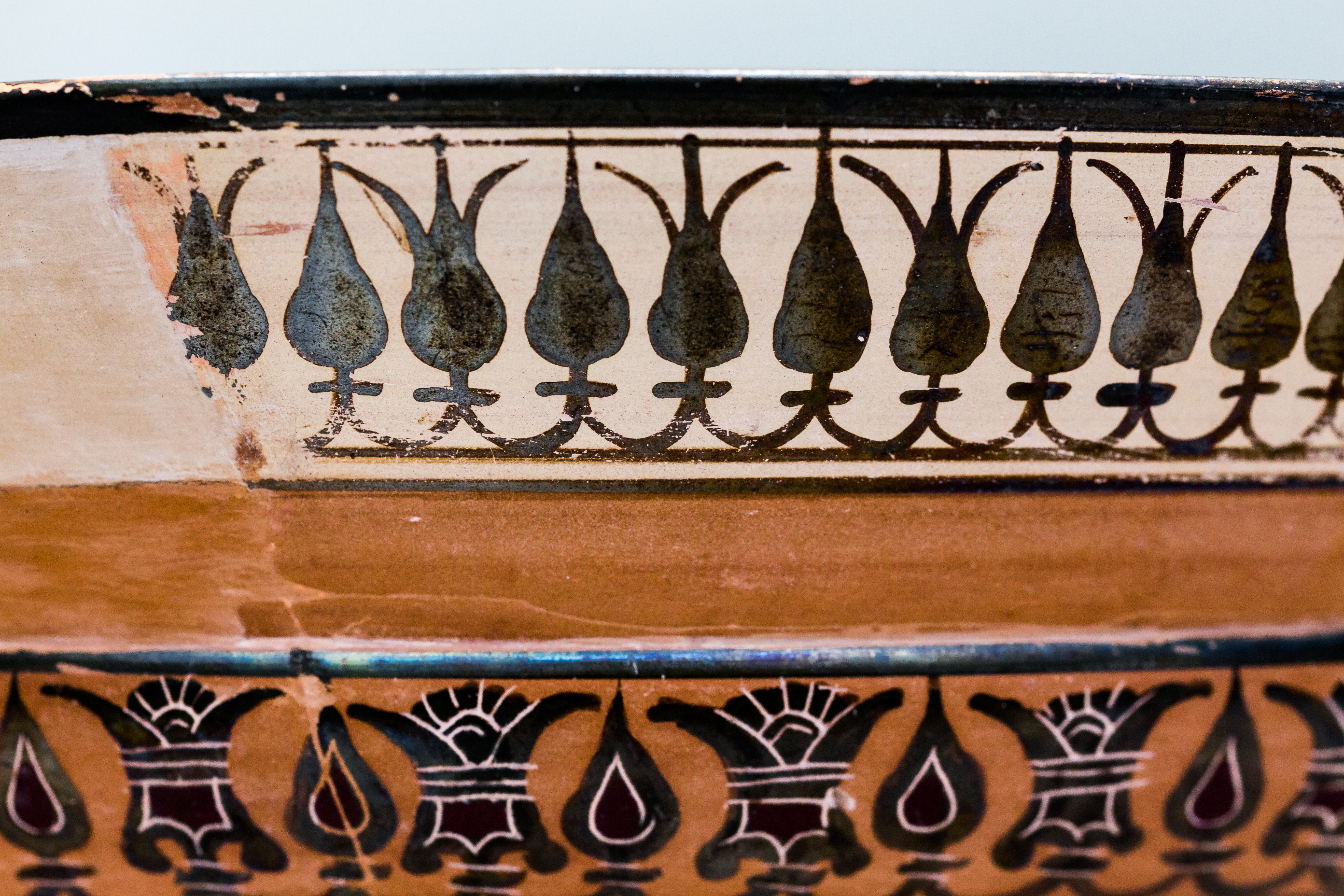
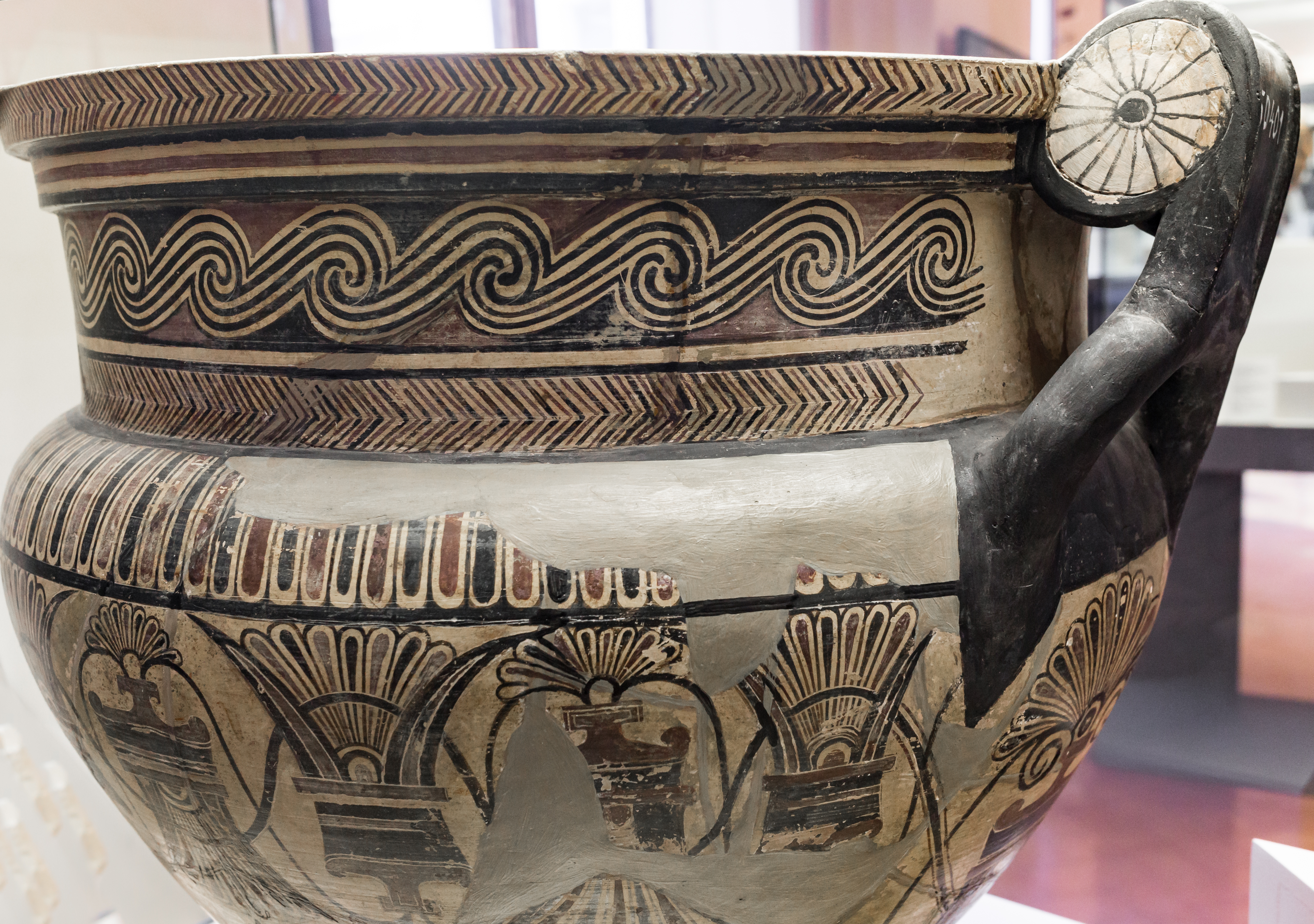
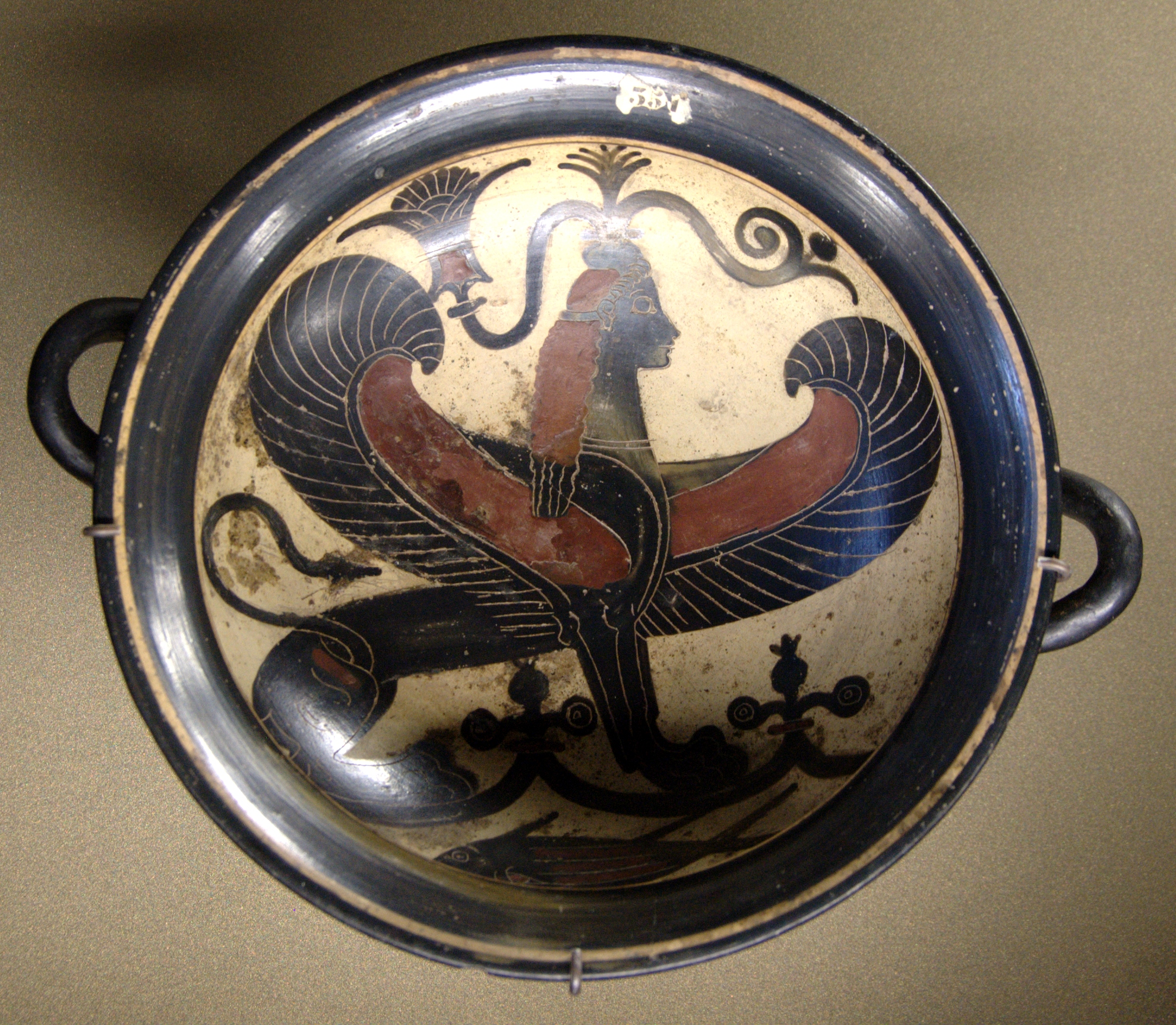
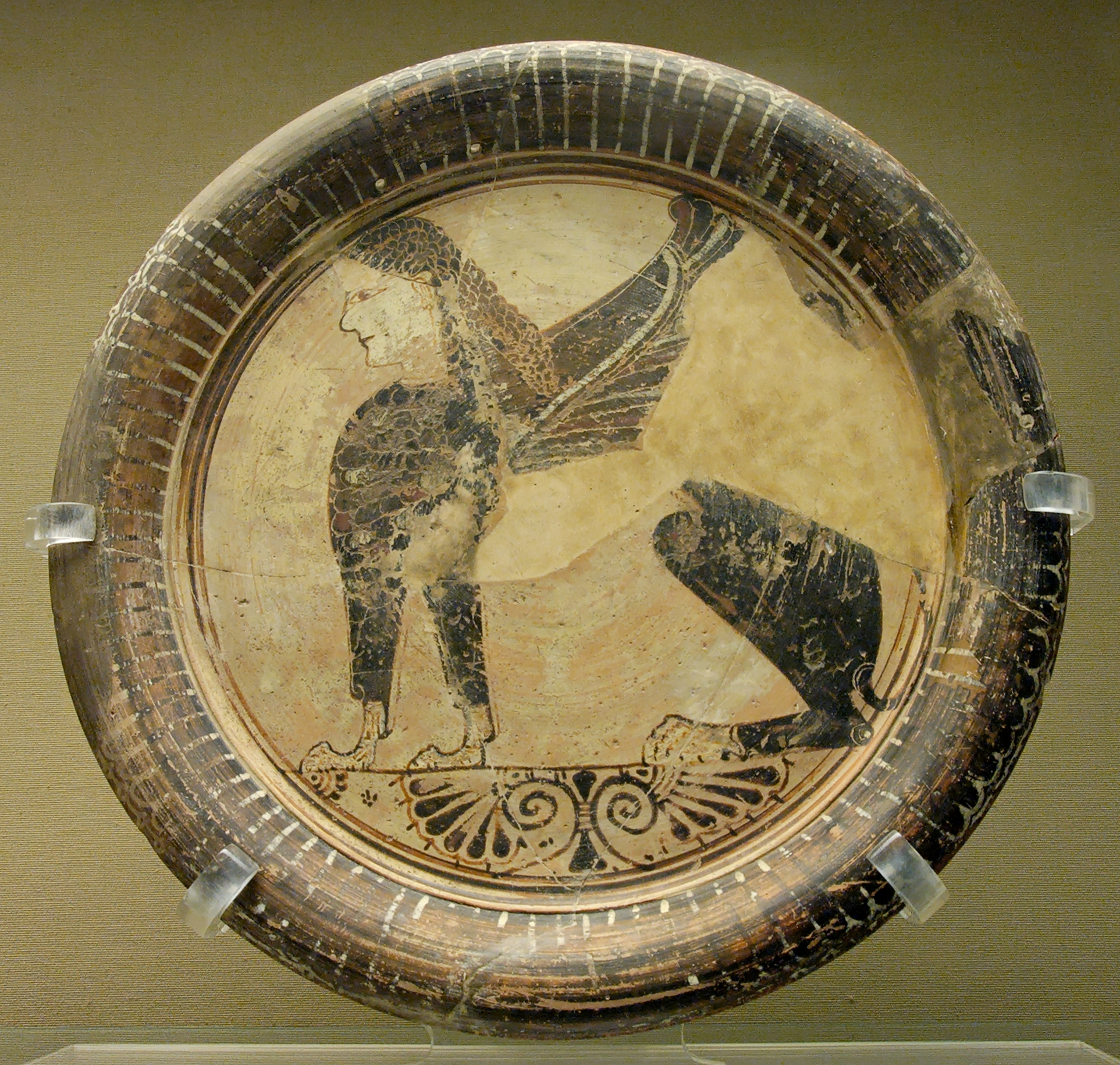
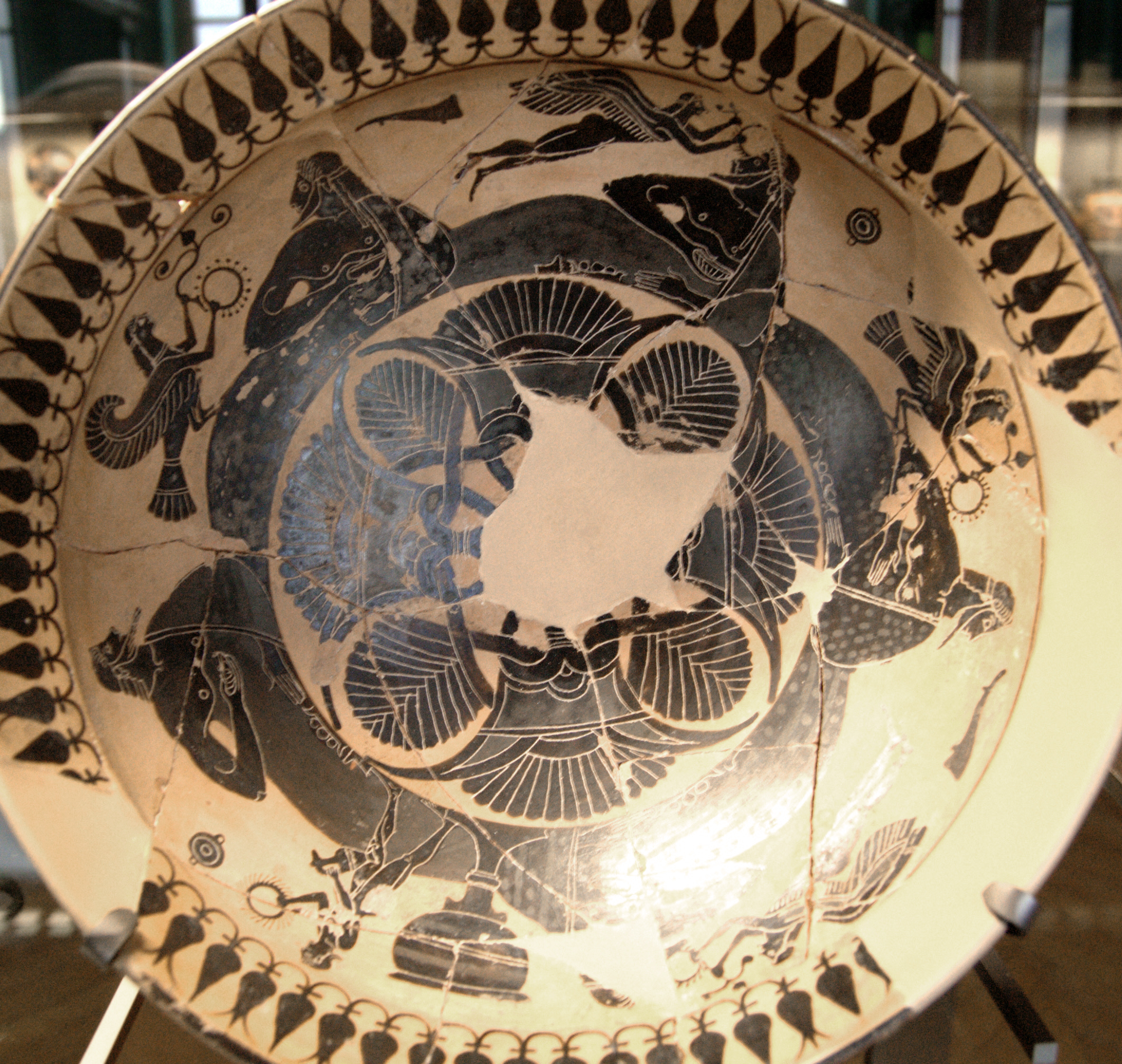